# Viktor Zoebkov (basketballer)
Viktor Aleksejevitsj Zoebkov (Russisch: Виктор Алексеевич Зубков) (Rostov aan de Don, 24 april 1937 - Moskou, 16 oktober 2016) was een basketbalspeler die uitkwam voor het nationale team van de Sovjet-Unie. Hij had de rang van Luitenant-kolonel in het Russische Leger.

## Carrière
Zoebkov was een twee meter twee lange Center. Zoebkov begon in 1955 bij Boerevestnik Rostov aan de Don. In 1957 ging hij naar CSKA Moskou. Zoebkov werd met CSKA zes keer landskampioen van de Sovjet-Unie in 1960, 1961, 1962, 1964, 1965 en 1966. Ook won Zoebkov twee keer de EuroLeague in 1961 en 1963. Zoebkov werd ook landskampioen in 1959 en 1963 met RSFSR Moskou. In 1968 ging hij spelen voor Boerevestnik Moskou. In 1969 stopte hij met basketbal. Zoebkov won twee keer de zilveren medaille voor de Sovjet-Unie op de Olympische Spelen van 1956 en 1960. Zoebkov won brons op de Wereldkampioenschappen in 1963. Ook won Zoebkov drie gouden medailles op de Europese Kampioenschappen in 1957, 1959 en 1961. Kreeg de onderscheiding Meester in de sport van de Sovjet-Unie en het Ereteken van de Sovjet-Unie in 1960.

## Erelijst
- Landskampioen Sovjet-Unie: 8
  - Winnaar: 1959, 1960, 1961, 1962, 1963, 1964, 1965, 1966
- EuroLeague: 2
  - Winnaar: 1961, 1963
- Olympische Spelen:
  - Zilver: 1956, 1960
- Wereldkampioenschap:
  - Brons: 1963
- Europees Kampioenschap: 3
  - Goud: 1957, 1959, 1961